# YSR Congress Party
YSR Congress Party (YSRCP; Telugu యువజన శ్రామిక రైతు కాంగ్రెస్ పార్టీ, Yuvajana, Shramika, Rythu Congress Party, „Jugend-, Arbeiter- und Bauern-Kongresspartei“) ist eine im Jahr 2009 gegründete politische Regionalpartei im indischen Bundesstaat Andhra Pradesh.

## Parteigeschichte
Am 2. September 2009 kam der Chief Minister von Andhra Pradesh, Y. S. Rajasekhara Reddy (meist als „YSR“ abgekürzt) bei einem Absturz seines Hubschraubers im Bergland nahe Kurnool in Andhra Pradesh ums Leben. Reddy war Mitglied der indischen Kongresspartei gewesen. Auch sein Sohn Y. S. Jaganmohan Reddy („Jagan“) war gewählter Abgeordneter der Kongresspartei für den Wahlkreis 27-Kadapa in der Lok Sabha. Nachdem der Tod des populären Chief Ministers bekannt geworden war, nahmen sich nach lokalen Medienberichten mindestens 60 Personen in Andhra Pradesh aus Anteilnahme das Leben oder verstarben, wie es in der lokalen Berichterstattung hieß, aufgrund eines „Schocks“ über das Ereignis. Jagan erklärte daraufhin, dass durch solche Ereignisse „die Seele seines Vaters nicht zur Ruhe kommen werde“ und kündigte an, eine Trauer-Pilgerfahrt (Odarpu Yatra) durch Andhra Pradesh zu unternehmen, um seinen Vater zu ehren und die Hinterbliebenen zu trösten.
Dieses Vorhaben stieß jedoch auf den Widerstand der Führung der Kongresspartei, namentlich Sonia Gandhis, die vor allem argumentierte, dass dies angesichts der anhaltenden Spannungen um die mögliche Neuschaffung des Bundesstaates Telangana, nicht opportun sei. Wahrscheinlich wollte man in der Kongresspartei-Zentrale auch die ehrgeizigen Ambitionen Jagans hinsichtlich der Nachfolge im Amt des Chief Ministers bremsen und verhindern, dass sich Jagan auf seiner Pilgerreise durch das Land als ideeller Nachfolger seines Vaters präsentierte. Nachdem K. Rosaiah zum neuen Chief Minister von Andhra Pradesh ernannt wurde, zeigte sich Jagan enttäuscht. Die Spannungen mit der Führung der Kongresspartei, die die Einhaltung der Parteidisziplin einforderte, verschärften sich, nachdem Jagan ab dem 28. Mai 2010 seine angekündigte Yatra begann. Nachdem der in Jagans Besitz befindliche Fernsehsender Sakshi am 19. November 2010 eine Sendung ausstrahlte, in der die Führung der Kongresspartei in Andhra Pradesh offen kritisiert und die Regierung von Manmohan Singh in Delhi als „von Korruption geplagt“ charakterisiert wurde, nahm die Auseinandersetzung weiter an Schärfe zu. In der folgenden Woche trat K. Rosaiah vom Amt des Chief Ministers zurück, da er sich außerstande sah, die zerstrittene Kongresspartei in Andhra Pradesh zu führen. Zu seinem Nachfolger wurde N. Kiran Kumar Reddy bestimmt. Nachdem Jagans Onkel YS Vivekananda Reddy, der Minister für Landwirtschaft in der Regierung von Andhra Pradesh war, gegenüber Sonia Gandhi versprochen hatte, dass er seinen widerspenstigen Neffen wieder auf Parteilinie bringen werde, erklärte Jagan am 29. November 2010 in einem offenen Brief an Sonia Gandhi seinen Austritt aus der Kongresspartei und eine Woche später kündigte er in seinem Heimatort Pulivendula die Gründung einer neuen Partei, die das Erbe seines Vaters YSR weitertragen sollte, an.
Jagan gründete jedoch die Partei nicht vollständig neu, sondern „übernahm“ am 16. Februar 2011 stattdessen die Führung der YSR Congress Party, einer unbedeutenden kleinen Splitterpartei, die schon am 18. September 2009 von Shiva Kumar, einem Verehrer von YSR, gegründet worden war. Kumar hatte die Registrierung bei der Indischen Wahlkommission, die am 1. Februar 2011 erfolgte, auf den Weg gebracht. Die formale Neugründung der Partei mit neuem Vorsitzenden erfolgte am 12. März 2011 in Idupulapaya (Andhra Pradesh), wo YSR begraben ist. Der Parteiname soll einerseits an den verstorbenen Chief Minister erinnern, andererseits aber als Akronym für Yuvajana, Shramika, Rythu („Jugend, Arbeiter, Bauern“) stehen.

## Politisches Programm
Das politische Programm der YSR Congress Party ist relativ diffus und dünn. Die Partei verspricht, die „goldenen Jahre unter YSR“ wieder zurückzubringen (… bring back the golden era of YSR …). Der Bauernstand und die Ausbildung von Kindern aus armen Familien sollen finanziell gefördert werden.
In der Telangana-Frage, d. h. der Diskussion um die mögliche Neubildung eines Bundesstaates Telangana aus Teilen von Andhra Pradesh, vertrat die YSR Congress Party zunächst eine strikt ablehnende Haltung. Am 4. Oktober 2013 begann Jagmohan Reddy einen Hungerstreik um gegen die sich abzeichnende Abtrennung von Telangana zu protestieren. Nachdem die Teilung Andhra Pradeshs dann Realität geworden war, rief Jaganmohan Reddy die beiden Nachfolgestaaten zur Kooperation auf. Das Telugu-Volk würde weiterbestehen, obwohl es nun in zwei Bundesstaaten lebe.
Politische Hauptgegner der YSR Congress Party sind die Kongresspartei und vor allem die Telugu Desam Party. Bei der Wahl zum Parlament von Andhra Pradesh 2014, die parallel zur Wahl zur Lok Sabha stattfand, sah sich die Partei einer Allianz von TDP und Bharatiya Janata Party (BJP) gegenüber.

## Korruptionsanklage
Im Vorfeld einer Nachwahl für den Lok Sabha-Wahlkreis 27-Kadapa im April 2011 musste Jagan Reddy als Kandidat seine Vermögensverhältnisse offenlegen und deklarierte ein Vermögen von 365 crore Rupien (etwa 47 Millionen Euro). Die Herkunft dieses großen Vermögens blieb unklar. Am 27. Mai 2011 wurde er unter dem Verdacht der unrechtmäßigen Bereicherung und Korruption verhaftet. Ihm wurde vorgeworfen, dass er zur Regierungszeit seines Vaters bei Bauprojekten (Flughafen, Hafenanlagen) in der Küstenregion von Andhra Pradesh (Bezirke Prakasam und Guntur) über eigene Unternehmen und ein Netz von Scheinfirmen unrechtmäßig begünstigt wurde. Nach 18 Monaten Haft wurde er auf Kaution entlassen.

## Bisherige Wahlergebnisse

Wahlkreisergebnisse bei der Wahl in Andhra Pradesh 2019

| Jahr | Wahl                                  | Parlamentssitze |
| ---- | ------------------------------------- | --------------- |
| 2014 | Wahl zur Lok Sabha 2014               | 9/543           |
| 2014 | Parlamentswahl in Andhra Pradesh 2014 | 70/294          |
| 2018 | Parlamentswahl in Telangana 2018      | 0/119           |
| 2019 | Wahl zur Lok Sabha 2019               | 22/543          |
| 2019 | Parlamentswahl in Andhra Pradesh 2019 | 151/175         |
| 2024 | Wahl zur Lok Sabha 2024               | 4/543           |
| 2024 | Parlamentswahl in Andhra Pradesh 2024 | 11/175          |